# Dziennik zabójczyni
Dziennik zabójczyni (ang. Journal of a Contract Killer) – brytyjski film kryminalny z gatunku thriller z 2008 roku w reżyserii Tony'ego Maylama. Wyprodukowana przez wytwórnię Fabrication Films.

## Opis fabuły
Film opowiada historię kobiety zwanej Stephanie Komack (Justine Powell), która przed laty pracowała jako luksusowa prostytutka i płatna zabójczyni dla włoskiej mafii. Gdy kobieta odrzuca ostatnie zlecenie, gangsterzy uprowadzają jej siedmioletnią córkę. Stephanie musi zrobić wszystko, aby odzyskać z powrotem swoje dziecko z rąk gangsterów.

## Produkcja
Zdjęcia do filmu kręcono w Wielkiej Brytanii oraz we Włoszech.

## Obsada
Źródło: Filmweb
- Justine Powell jako Stephanie
- Adam Leese jako Sam
- Jake Canuso jako Alessandro
- Marco Gambino jako Franco
- Heather Bleasdale jako Sarah
- Lianne Marie Harding Williams jako dziewczyna Franco
- Isabella Damiano jako Zoe

i inni.

## Nagrody i nominacje
Źródło: Internet Movie Database
| Rok  | Miejsce                                                   | Nagroda            | Kategoria                | Odbiorcy i nominowani | Wynik   |
| ---- | --------------------------------------------------------- | ------------------ | ------------------------ | --------------------- | ------- |
| 2008 | Międzynarodowy Festiwal Filmów Niezależnych w Nowym Jorku | Feature Film Award | Najlepsza aktorka        | Justine Powell        | Wygrana |
| 2008 | Międzynarodowy Festiwal Filmów Niezależnych w Nowym Jorku | Grand Jury Prize   | Najlepszy film fabularny | Tony Maylam           | Wygrana |